# Найвизначніші німецькомовні романи XX століття
Найвизначніші німецькомовні романи XX століття — список книг, складений 1999 року за ініціативою німецького видавничо-поліграфічного концерну Бертельсман та літературної організації Літературхауз Мюнхен (нім. Literaturhaus München). Створений на основі голосування 99 відомих німецьких письменників, літературних критиків та германістів, перед котрими було поставлене завдання вибрати найважливіші німецькомовні романи XX століття.
Група експертів складалася з трьох підгруп по 33 особи, залежно від професії (автори, критики, дослідники). Кожен з експертів мав право назвати три книжки, які, на його думку, були найважливішими в XX столітті. Серед вказаних романів було: п'ять романів Франца Кафки і Арно Шмідта, чотири — Роберта Вальзера, три — Томаса Манна, Германа Броха, Анни Зегерс та Йозефа Рота.

## Десятка найкращих романів
| №  | Заголовок / Назва / Титул         | Автор / Письменник     | Рік                                              |
| -- | --------------------------------- | ---------------------- | ------------------------------------------------ |
| 1  | Людина без властивостей           | Роберт Музіль          | 1930, 1933, 1943 (публікація різних томів)       |
| 2  | Процес                            | Франц Кафка            | 1925 (публікація)                                |
| 3  | Зачарована гора                   | Томас Манн             | 1924                                             |
| 4  | Берлін Александерплац             | Альфред Деблін         | 1929                                             |
| 5  | Бляшаний барабан                  | Ґюнтер Вільгельм Ґрасс | 1959                                             |
| 6  | Річниці. З життя Ґезіни Крессфаль | Уве Йонсон             | 1970, 1971, 1973, 1983 (публікація різних томів) |
| 7  | Будденброки                       | Томас Манн             | 1901                                             |
| 8  | Марш Радецького                   | Йозеф Рот              | 1932                                             |
| 9  | Замок                             | Франц Кафка            | 1926                                             |
| 10 | Доктор Фаустус                    | Томас Манн             | 1947                                             |